# Esomus lineatus
Esomus lineatus — вид коропоподібних риб родини Данієві (Danionidae).

## Поширення
Вид зустрічається у Бангладеші в дельті річки Ганг.

## Опис
Риба завдовжки до 6,7 см.
Самець стрункіший і дрібніший за самицю. Самиця має більш роздуте черевце. Забарвлення непоказне. Загальний тон тіла сріблястий, спинка оливкова, уздовж всього тіла тягнеться чорна смуга, над нею розташована світла.